# Gafsa (província)
A província de Gafsa (em árabe: ولاية قفصة; em francês: gouvernorat de Gafsa) é uma província do sul da Tunísia.
- capital: Gafsa
- área: 7 807 km²
- população: 323 709 habitantes (2004);[2] 349 700 (estimativa de 2013)[3]
- densidade: 41,5 hab./km² (2004)

| Delegação               | População em 2004 |
| ----------------------- | ----------------- |
| Belkhir                 | 15 159            |
| Gafsa Norte             | 9 407             |
| Gafsa Sul               | 90 742            |
| El Guettar              | 19 942            |
| El Ksar                 | 32 186            |
| Mdhila                  | 14 841            |
| Métlaoui                | 38 938            |
| Oum El Araies (Mularés) | 31 733            |
| Redeyef                 | 27 940            |
| Senede                  | 34 524            |
| Sidi Aïch               | 8 297             |